# Oh! Great

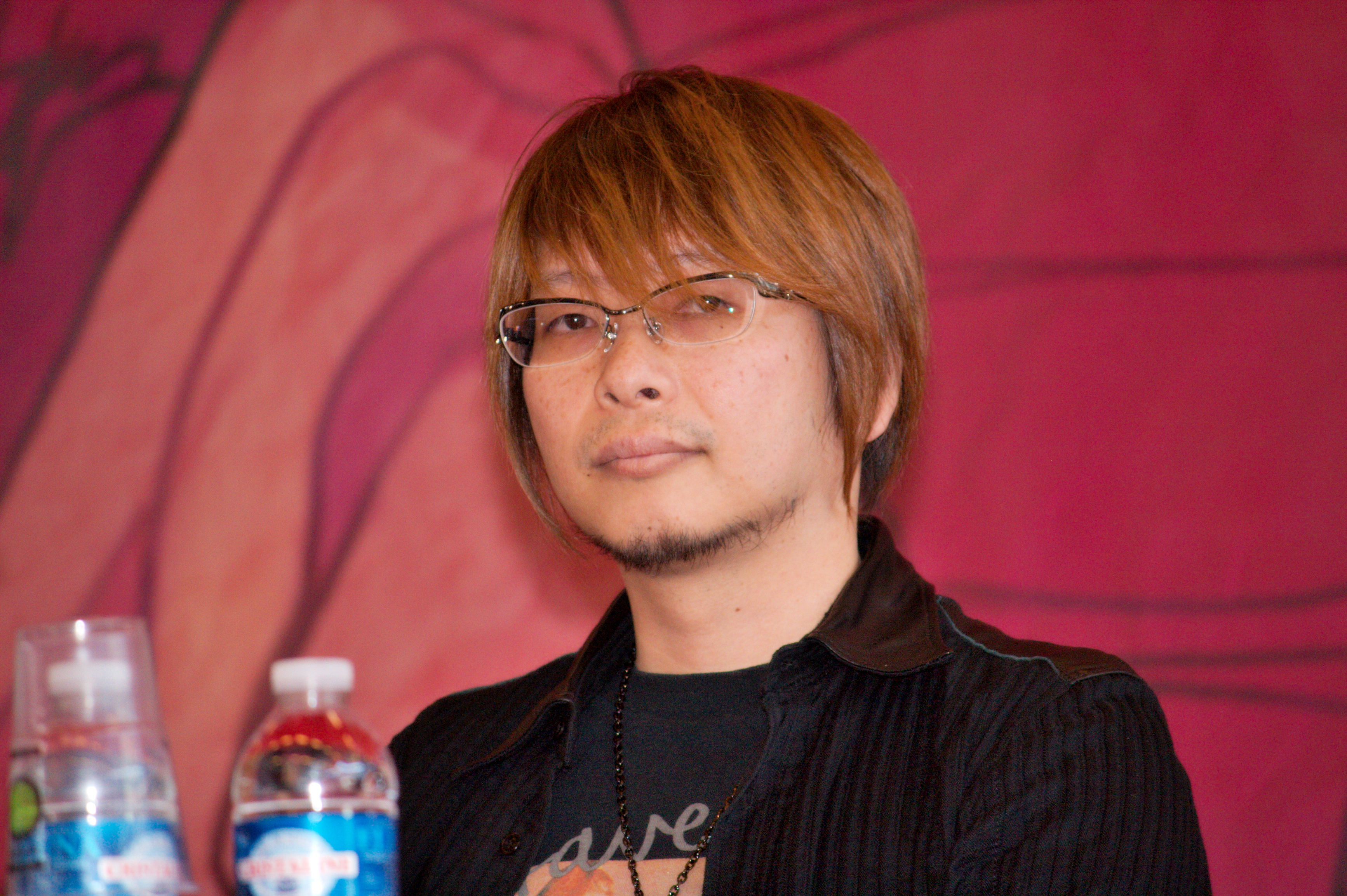
Oh! Great, Juli 2008

Oh! Great (jap. 大暮維人, Ōgure Ito als bürgerlicher Name bzw. Ō Gureito als Künstlername; * 22. Februar 1972 in Hyūga, Miyazaki, Japan) ist ein japanischer Manga-Zeichner.

## Leben
Seinen ersten Comic veröffentlichte der Zeichner 1995 mit der pornografischen (Hentai) Kurzgeschichte September Kiss. Diese erschien im Manga-Magazin Manga Hot Milk, das sich an eine erwachsene Leserschaft richtet und auf erotische Mangas spezialisiert hat. Es folgten weitere Hentai-Manga aus der Feder des Zeichners. Unter dem Titel Silky Whip sind einige seiner zu dieser Zeit entstandenen Kurzgeschichten gesammelt in den USA durch Eros Comix veröffentlicht worden und über diesem Umweg, als Die Seidenpeitsche, von 2000 bis 2001 auch zensiert in Deutschland erschienen. Beispielsweise spielt eine der Geschichten in Die Seidenpeitsche im Japan des Jahres 1924 und beschreibt eine adelige, junge Frau, die, weil ihr Vater stark verschuldet ist, an einen Mann gegeben wird, der sie entjungfern will.
1997 begann Oh! Great, seine Werke in nicht-pornografischen Mainstream-Magazinen größerer Verlage zu veröffentlichen, die höhere Auflagenzahlen erreichen. So zeichnete bis 2011 die mehr als 4.000-seitige Manga-Serie Tenjo Tenge für das Ultra Jump-Magazin des Shūeisha-Verlages. Darin erzählt der Zeichner von zwei Jugendlichen, die an eine Schule kommen und dort im Kampf von einer Gleichaltrigen besiegt werden. Neben vielen Kampfszenen weist der Manga auch einen hohen Anteil an „Fanservice“ auf. Tenjo Tenge bedeutete den Durchbruch für Oh! Great.
Nachdem er das Charakterdesign für die Anime-Serie Himiko-Den entworfen und einen auf dieser basierenden Manga gezeichnet hatte, veröffentlichte er mit dem aus ungefähr 450 Seiten in zwei Sammelbänden bestehenden Majin Devil von 1999 bis 2000 seinen ersten Comic im Shōnen Magazine des Kōdansha-Verlages, dem neben dem Shōnen Jump zu dieser Zeit erfolgreichsten japanischen Manga-Magazin. Obwohl sich das Shōnen Magazine vorwiegend an eine männliche Zielgruppe im Grund- und Mittelschulalter richtet, beinhaltet Majin Devil brutale Gewaltszenen. Von 2002 bis 2012 zeichnete Oh! Great erneut ein Manga für das Shōnen Magazine, Air Gear, über Jugendliche, die von einer dem Inlineskaten ähnlichen Sportart fasziniert sind. Air Gear, das dem Zeichner 2006 den Kodansha-Manga-Preis einbrachte, umfasst über 6.000 Seiten und wurde, wie auch schon Tenjo Tenge, als Anime-Fernsehserie umgesetzt.
Im Dezember 2012 startete er mit dem Autor Ōtarō Maijō eine neue Serie, Biorg Trinity, im Seinen-Magazin Ultra Jump des Shūeisha-Verlags.
Bis auf Die Seidenpeitsche sind bislang alle seine ins Deutsche übersetzten Werke, Burn-Up Excess & W, Tenjo Tenge, Himiko-Den und Majin Devil, bei Planet Manga publiziert worden. Der erste Band von Majin Devil ist in Deutschland indiziert.

## Werke (Auswahl)
- September Kiss, 1995
- Die Seidenpeitsche (エンジンルーム, Engine Room und 5〜ファイブ〜, Five), 1996 und 1997
- Tenjo Tenge (天上天下), 1997–2011
- Burn-Up Excess & W, 1998
- Himiko-Den (火魅子伝), 1999
- Majin Devil (魔人~DEVIL~), 1999–2000
- Air Gear (エア・ギア), 2002–2012
- Biorg Trinity (バイオーグ・トリニティ), 2012–2017 (nur Zeichnungen, Text: Ōtarō Maijō)
- Bakemonogatari (化物語) 2018, fortlaufend (nur Zeichnungen, Original Story: Nisioisin, Original Character Designs: VOFAN)